# BMW K100RS

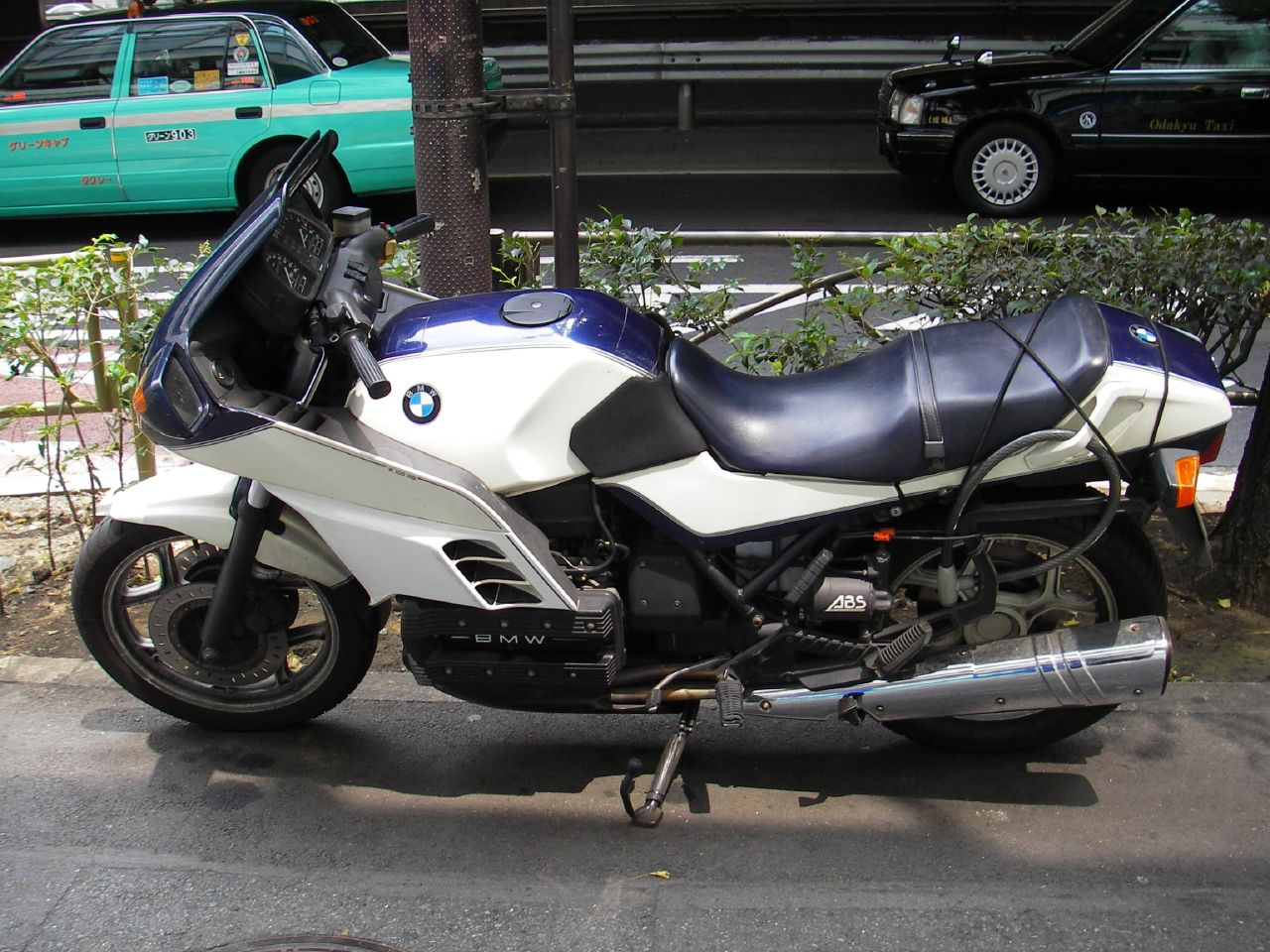

BMW K100RS var en sportmotorcykel från BMW Motorrad som tillverkades i drygt 34 000 exemplar mellan 1983 och 1989. De tidiga K-modellerna gjorde avsteg från BMW Motorrads traditionella boxermotor till förmån för radmotorer som monterades med vevaxeln i motorcykelns längdriktning och liggande cylinderblock.

## Data (1989 års modell)
- Motor: 
  - fyrtakts vätskekyld bensinmotor ,
  - 4 cylindrar, 2 ventiler per cylinder,
  - volym 987 cm3,
  - effekt 90 hk vid 8.000 varv/min,
  - vridmoment 86 Nm vid 6.000 varv/min.
  - elektronisk insprutning från Bosch.
- Kraftöverföring: Femväxlad låda och kardandrift.